# EXO-LAB Japan
EXO-LAB Japan は、日本を拠点とする中学生主体の研究・開発組織である。2025年に「EXO-LAB」から名称変更された。組織は代表のTsune Quartetを中心に、環境問題や社会課題に取り組むプロジェクトを展開している。
主な活動には、空気中の水分を吸収して建物の壁材として利用し、生活用水を生み出す技術の開発を目指す「Project AquaWall」がある。
組織は若い世代を中心に構成され、科学技術教育や社会課題への挑戦を促進することを目的としている。